# Tour de Turquie 2012
Le Tour de Turquie 2012 est la 48e édition de cette course cycliste par étapes masculine disputée en Turquie. Elle fait partie du calendrier de l'UCI Europe Tour, en catégorie 2.HC. Le Bulgare Ivaïlo Gabrovski, vainqueur de l'épreuve, a été contrôlé positif à l'EPO, au terme de la troisième étape qu'il avait remporté. Le second Aleksandr Dyachenko récupère donc la victoire.

## Présentation

### Parcours
Cette édition 2012 propose, pour la première fois de son histoire une arrivée au sommet[réf. souhaitée]. En effet, le mardi 24 avril 2012, le peloton du Tour de Turquie arrivera au sommet d'Elmalı.

### Équipes
Classé en catégorie 2.HC de l'UCI Europe Tour, le Tour de Turquie est par conséquent ouvert aux UCI ProTeams dans la limite de 70 % des équipes participantes, aux équipes continentales professionnelles, aux équipes continentales turques et à une équipe nationale turque.
Vingt-cinq équipes prennent part à la course :
- 9 UCI ProTeams : Rabobank, AG2R La Mondiale, Saxo Bank, Katusha, Astana, GreenEDGE, Lampre-ISD, Lotto-Belisol, Omega Pharma-Quick Step ;
- 14 équipes continentales professionnelles : Andalucía, Accent Jobs-Willems Veranda's, NetApp, Bretagne-Schuller, Caja Rural, Colnago-CSF Inox, Colombia-Coldeportes, Europcar, Farnese Vini-Selle Italia, Argos-Shimano, SpiderTech-C10, Type 1-Sanofi, UnitedHealthcare, Utensilnord Named ;
- 2 équipes continentales : Konya Torku Şeker Spor, Salcano-Aznavütkoy.

## Étapes
| Étape     | Date     | Villes étapes         |  | Distance (km) | Vainqueur d’étape | Leader du classement général |
| --------- | -------- | --------------------- |  | ------------- | ----------------- | ---------------------------- |
| 1re étape | 22 avril | Alanya - Alanya       |  | 135,2         | Theo Bos          | Theo Bos                     |
| 2e étape  | 23 avril | Alanya - Antalya      |  | 152,2         | André Greipel     | Matthew Goss                 |
| 3e étape  | 24 avril | Antalya - Elmalı      |  | 151,8         | Ivaïlo Gabrovski  | Ivaïlo Gabrovski             |
| 4e étape  | 25 avril | Fethiye - Marmaris    |  | 132,5         | Mark Renshaw      | Ivaïlo Gabrovski             |
| 5e étape  | 26 avril | Marmaris - Turgutreis |  | 177,8         | Andrea Di Corrado | Ivaïlo Gabrovski             |
| 6e étape  | 27 avril | Bodrum - Kuşadası     |  | 179           | Sacha Modolo      | Ivaïlo Gabrovski             |
| 7e étape  | 28 avril | Kuşadası - Izmir      |  | 123,8         | Iljo Keisse       | Ivaïlo Gabrovski             |
| 8e étape  | 29 avril | Istanbul - Istanbul   |  | 120,4         | Theo Bos          | Ivaïlo Gabrovski             |

## Récit de la course

### 1reétape
|    | Coureur             | Pays      | Équipe                    |    | Temps           |
| -- | ------------------- | --------- | ------------------------- | -- | --------------- |
| 1  | Theo Bos            | Pays-Bas  | Rabobank                  | en | 3 h 05 min 55 s |
| 2  | Matthew Goss        | Australie | GreenEDGE                 | +  | m.t             |
| 3  | Daniele Colli       | Italie    | Type 1-Sanofi             |    | m.t             |
| 4  | Alessandro Petacchi | Italie    | Lampre-ISD                |    | m.t             |
| 5  | Boy van Poppel      | Belgique  | UnitedHealthcare          |    | m.t             |
| 6  | Francesco Chicchi   | Italie    | Omega Pharma-Quick Step   |    | m.t             |
| 7  | Takashi Miyazawa    | Japon     | Saxo Bank                 |    | m.t             |
| 8  | Rafael Andriato     | Brésil    | Farnese Vini-Selle Italia |    | m.t             |
| 9  | Filippo Baggio      | Italie    | Utensilnord Named         |    | m.t             |
| 10 | Tom Veelers         | Pays-Bas  | Argos-Shimano             |    | m.t             |

|    | Coureur             | Pays      | Équipe                    |    | Temps           |
| -- | ------------------- | --------- | ------------------------- | -- | --------------- |
| 1  | Theo Bos            | Pays-Bas  | Rabobank                  | en | 3 h 05 min 45 s |
| 2  | Matthew Goss        | Australie | GreenEDGE                 | +  | 4 s             |
| 3  | Daniele Colli       | Italie    | Type 1-Sanofi             |    | 6 s             |
| 4  | Alessandro Petacchi | Italie    | Lampre-ISD                |    | 10 s            |
| 5  | Boy van Poppel      | Belgique  | UnitedHealthcare          |    | 10 s            |
| 6  | Francesco Chicchi   | Italie    | Omega Pharma-Quick Step   |    | 10 s            |
| 7  | Takashi Miyazawa    | Japon     | Saxo Bank                 |    | 10 s            |
| 8  | Rafael Andriato     | Brésil    | Farnese Vini-Selle Italia |    | 10 s            |
| 9  | Filippo Baggio      | Italie    | Utensilnord Named         |    | 10 s            |
| 10 | Tom Veelers         | Pays-Bas  | Argos-Shimano             |    | 10 s            |

### 2eétape
|    | Coureur           | Pays      | Équipe                    |    | Temps           |
| -- | ----------------- | --------- | ------------------------- | -- | --------------- |
| 1  | André Greipel     | Allemagne | Lotto-Belisol             | en | 3 h 16 min 04 s |
| 2  | Matthew Goss      | Australie | GreenEDGE                 | +  | m.t             |
| 3  | Matteo Pelucchi   | Italie    | Europcar                  |    | m.t             |
| 4  | Mark Renshaw      | Australie | Rabobank                  |    | m.t             |
| 5  | André Schulze     | Allemagne | NetApp                    |    | m.t             |
| 6  | Francesco Chicchi | Italie    | Omega Pharma-Quick Step   |    | m.t             |
| 7  | Jacopo Guarnieri  | Italie    | Astana                    |    | m.t             |
| 8  | Filippo Baggio    | Italie    | Utensilnord Named         |    | m.t             |
| 9  | Alexey Tsatevitch | Russie    | Katusha                   |    | m.t             |
| 10 | Andrea Guardini   | Italie    | Farnese Vini-Selle Italia |    | m.t             |

|    | Coureur             | Pays       | Équipe                    |    | Temps           |
| -- | ------------------- | ---------- | ------------------------- | -- | --------------- |
| 1  | Matthew Goss        | Australie  | GreenEDGE                 | en | 6 h 21 min 47 s |
| 2  | André Greipel       | Allemagne  | Lotto-Belisol             | +  | 2 s             |
| 3  | Matteo Pelucchi     | Italie     | Europcar                  |    | 8 s             |
| 4  | Theo Bos            | Pays-Bas   | Rabobank                  |    | 8 s             |
| 5  | Francesco Chicchi   | Italie     | Omega Pharma-Quick Step   |    | 12 s            |
| 6  | Filippo Baggio      | Italie     | Utensilnord Named         |    | 12 s            |
| 7  | Mark Renshaw        | Australie  | Rabobank                  |    | 12 s            |
| 8  | Valentin Iglinskiy  | Kazakhstan | Astana                    |    | 12 s            |
| 9  | Alessandro Petacchi | Italie     | Lampre-ISD                |    | 12 s            |
| 10 | Andrea Guardini     | Italie     | Farnese Vini-Selle Italia |    | 12 s            |

### 3eétape
|    | Coureur             | Pays       | Équipe                  |    | Temps           |
| -- | ------------------- | ---------- | ----------------------- | -- | --------------- |
| 1  | Ivaïlo Gabrovski    | Bulgarie   | Konya Torku Şeker Spor  | en | 4 h 21 min 09 s |
| 2  | Aleksandr Dyachenko | Kazakhstan | Astana                  | +  | 1 min 29 s      |
| 3  | Danail Petrov       | Bulgarie   | Caja Rural              |    | 1 min 32 s      |
| 4  | Adrián Palomares    | Espagne    | Andalucía               |    | 1 min 34 s      |
| 5  | Romain Bardet       | France     | AG2R La Mondiale        |    | 1 min 51 s      |
| 6  | Alexander Efimkin   | Russie     | Type 1-Sanofi           |    | 2 min 13 s      |
| 7  | Florian Guillou     | France     | Bretagne-Schuller       |    | 2 min 19 s      |
| 8  | Enrico Battaglin    | Italie     | Colnago-CSF Inox        |    | 2 min 38 s      |
| 9  | Michał Gołaś        | Pologne    | Omega Pharma-Quick Step |    | 2 min 52 s      |
| 10 | Will Routley        | Canada     | SpiderTech-C10          |    | 2 min 55 s      |

|    | Coureur             | Pays       | Équipe                  |    | Temps            |
| -- | ------------------- | ---------- | ----------------------- | -- | ---------------- |
| 1  | Ivaïlo Gabrovski    | Bulgarie   | Konya Torku Şeker Spor  | en | 10 h 43 min 04 s |
| 2  | Aleksandr Dyachenko | Kazakhstan | Astana                  | +  | 1 min 33 s       |
| 3  | Danail Petrov       | Bulgarie   | Caja Rural              |    | 1 min 38 s       |
| 4  | Adrián Palomares    | Espagne    | Andalucía               |    | 1 min 44 s       |
| 5  | Romain Bardet       | France     | AG2R La Mondiale        |    | 2 min 01 s       |
| 6  | Alexander Efimkin   | Russie     | Type 1-Sanofi           |    | 2 min 23 s       |
| 7  | Florian Guillou     | France     | Bretagne-Schuller       |    | 2 min 29 s       |
| 8  | Enrico Battaglin    | Italie     | Colnago-CSF Inox        |    | 2 min 48 s       |
| 9  | Michał Gołaś        | Pologne    | Omega Pharma-Quick Step |    | 3 min 02 s       |
| 10 | Will Routley        | Canada     | SpiderTech-C10          |    | 3 min 05 s       |

### 4eétape
|    | Coureur               | Pays      | Équipe                        |    | Temps           |
| -- | --------------------- | --------- | ----------------------------- | -- | --------------- |
| 1  | Mark Renshaw          | Australie | Rabobank                      | en | 3 h 14 min 01 s |
| 2  | Matthew Goss          | Australie | GreenEDGE                     | +  | m.t             |
| 3  | Daniele Colli         | Italie    | Type 1-Sanofi                 |    | m.t             |
| 4  | Boy van Poppel        | Pays-Bas  | UnitedHealthcare              |    | m.t             |
| 5  | Davide Viganò         | Italie    | Lampre-ISD                    |    | m.t             |
| 6  | Alexey Tsatevitch     | Russie    | Katusha                       |    | m.t             |
| 7  | Florian Vachon        | France    | Bretagne-Schuller             |    | m.t             |
| 8  | James Vanlandschoot   | Belgique  | Accent Jobs-Willems Veranda's |    | m.t             |
| 9  | Lucas Sebastián Haedo | Argentine | Saxo Bank                     |    | m.t             |
| 10 | Sébastien Turgot      | France    | Europcar                      |    | m.t             |

|    | Coureur             | Pays       | Équipe                  |    | Temps            |
| -- | ------------------- | ---------- | ----------------------- | -- | ---------------- |
| 1  | Ivaïlo Gabrovski    | Bulgarie   | Konya Torku Şeker Spor  | en | 13 h 57 min 05 s |
| 2  | Aleksandr Dyachenko | Kazakhstan | Astana                  | +  | 1 min 33 s       |
| 3  | Danail Petrov       | Bulgarie   | Caja Rural              |    | 1 min 38 s       |
| 4  | Adrián Palomares    | Espagne    | Andalucía               |    | 1 min 44 s       |
| 5  | Romain Bardet       | France     | AG2R La Mondiale        |    | 2 min 01 s       |
| 6  | Alexander Efimkin   | Russie     | Type 1-Sanofi           |    | 2 min 23 s       |
| 7  | Florian Guillou     | France     | Bretagne-Schuller       |    | 2 min 29 s       |
| 8  | Enrico Battaglin    | Italie     | Colnago-CSF Inox        |    | 2 min 48 s       |
| 9  | Michał Gołaś        | Pologne    | Omega Pharma-Quick Step |    | 3 min 02 s       |
| 10 | Will Routley        | Canada     | SpiderTech-C10          |    | 3 min 05 s       |

### 5eétape
|    | Coureur              | Pays       | Équipe                    |    | Temps           |
| -- | -------------------- | ---------- | ------------------------- | -- | --------------- |
| 1  | Andrea Di Corrado    | Italie     | Colnago-CSF Inox          | en | 4 h 50 min 25 s |
| 2  | Jonas Aaen Jørgensen | Danemark   | Saxo Bank                 | +  | 40 s            |
| 3  | Jérôme Cousin        | France     | Europcar                  |    | 40 s            |
| 4  | Alfredo Balloni      | Italie     | Farnese Vini-Selle Italia |    | 47 s            |
| 5  | Sébastien Duret      | France     | Bretagne-Schuller         |    | 47 s            |
| 6  | Dmitriy Gruzdev      | Kazakhstan | Astana                    |    | 47 s            |
| 7  | Matteo Pelucchi      | Italie     | Europcar                  |    | 1 min 27 s      |
| 8  | Alexey Tsatevitch    | Russie     | Katusha                   |    | 1 min 27 s      |
| 9  | Rafaâ Chtioui        | Tunisie    | Europcar                  |    | 1 min 27 s      |
| 10 | Andrea Guardini      | Italie     | Farnese Vini-Selle Italia |    | 1 min 27 s      |

|    | Coureur             | Pays       | Équipe                  |    | Temps            |
| -- | ------------------- | ---------- | ----------------------- | -- | ---------------- |
| 1  | Ivaïlo Gabrovski    | Bulgarie   | Konya Torku Şeker Spor  | en | 18 h 48 min 57 s |
| 2  | Aleksandr Dyachenko | Kazakhstan | Astana                  | +  | 1 min 33 s       |
| 3  | Danail Petrov       | Bulgarie   | Caja Rural              |    | 1 min 38 s       |
| 4  | Adrián Palomares    | Espagne    | Andalucía               |    | 1 min 44 s       |
| 5  | Romain Bardet       | France     | AG2R La Mondiale        |    | 2 min 01 s       |
| 6  | Alexander Efimkin   | Russie     | Type 1-Sanofi           |    | 2 min 23 s       |
| 7  | Florian Guillou     | France     | Bretagne-Schuller       |    | 2 min 29 s       |
| 8  | Enrico Battaglin    | Italie     | Colnago-CSF Inox        |    | 2 min 58 s       |
| 9  | Michał Gołaś        | Pologne    | Omega Pharma-Quick Step |    | 3 min 02 s       |
| 10 | Will Routley        | Canada     | SpiderTech-C10          |    | 3 min 05 s       |

### 6eétape
|    | Coureur               | Pays      | Équipe                    |    | Temps           |
| -- | --------------------- | --------- | ------------------------- | -- | --------------- |
| 1  | Sacha Modolo          | Italie    | Colnago-CSF Inox          | en | 4 h 34 min 00 s |
| 2  | Matthew Goss          | Australie | GreenEDGE                 | +  | m.t             |
| 3  | Mark Renshaw          | Australie | Rabobank                  |    | m.t             |
| 4  | Lucas Sebastián Haedo | Argentine | Saxo Bank                 |    | m.t             |
| 5  | Alexey Tsatevitch     | Russie    | Katusha                   |    | m.t             |
| 6  | Rafael Andriato       | Brésil    | Farnese Vini-Selle Italia |    | m.t             |
| 7  | Daniele Colli         | Italie    | Type 1-Sanofi             |    | m.t             |
| 8  | Davide Viganò         | Italie    | Lampre-ISD                |    | m.t             |
| 9  | Marco Coledan         | Italie    | Colnago-CSF Inox          |    | m.t             |
| 10 | Blaž Jarc             | Slovénie  | Type 1-Sanofi             |    | m.t             |

|    | Coureur             | Pays       | Équipe                  |    | Temps            |
| -- | ------------------- | ---------- | ----------------------- | -- | ---------------- |
| 1  | Ivaïlo Gabrovski    | Bulgarie   | Konya Torku Şeker Spor  | en | 23 h 22 min 57 s |
| 2  | Aleksandr Dyachenko | Kazakhstan | Astana                  | +  | 1 min 33 s       |
| 3  | Danail Petrov       | Bulgarie   | Caja Rural              |    | 1 min 38 s       |
| 4  | Adrián Palomares    | Espagne    | Andalucía               |    | 1 min 44 s       |
| 5  | Romain Bardet       | France     | AG2R La Mondiale        |    | 2 min 01 s       |
| 6  | Alexander Efimkin   | Russie     | Type 1-Sanofi           |    | 2 min 23 s       |
| 7  | Florian Guillou     | France     | Bretagne-Schuller       |    | 2 min 29 s       |
| 8  | Enrico Battaglin    | Italie     | Colnago-CSF Inox        |    | 2 min 58 s       |
| 9  | Michał Gołaś        | Pologne    | Omega Pharma-Quick Step |    | 3 min 02 s       |
| 10 | Will Routley        | Canada     | SpiderTech-C10          |    | 3 min 14 s       |

### 7eétape
|    | Coureur             | Pays       | Équipe                        |    | Temps           |
| -- | ------------------- | ---------- | ----------------------------- | -- | --------------- |
| 1  | Iljo Keisse         | Belgique   | Omega Pharma-Quick Step       | en | 2 h 52 min 38 s |
| 2  | Marcel Kittel       | Allemagne  | Argos-Shimano                 | +  | m.t             |
| 3  | Alessandro Petacchi | Italie     | Lampre-ISD                    |    | m.t             |
| 4  | Andrea Guardini     | Italie     | Farnese Vini-Selle Italia     |    | m.t             |
| 5  | Mark Renshaw        | Australie  | Rabobank                      |    | m.t             |
| 6  | Robert Förster      | Allemagne  | UnitedHealthcare              |    | m.t             |
| 7  | Jempy Drucker       | Luxembourg | Accent Jobs-Willems Veranda's |    | m.t             |
| 8  | Daniele Colli       | Italie     | Type 1-Sanofi                 |    | m.t             |
| 9  | Alexey Tsatevitch   | Russie     | Katusha                       |    | m.t             |
| 10 | Juan José Haedo     | Argentine  | Saxo Bank                     |    | m.t             |

|    | Coureur             | Pays       | Équipe                  |    | Temps            |
| -- | ------------------- | ---------- | ----------------------- | -- | ---------------- |
| 1  | Ivaïlo Gabrovski    | Bulgarie   | Konya Torku Şeker Spor  | en | 26 h 15 min 35 s |
| 2  | Aleksandr Dyachenko | Kazakhstan | Astana                  | +  | 1 min 33 s       |
| 3  | Danail Petrov       | Bulgarie   | Caja Rural              |    | 1 min 38 s       |
| 4  | Adrián Palomares    | Espagne    | Andalucía               |    | 1 min 44 s       |
| 5  | Romain Bardet       | France     | AG2R La Mondiale        |    | 2 min 01 s       |
| 6  | Alexander Efimkin   | Russie     | Type 1-Sanofi           |    | 2 min 23 s       |
| 7  | Florian Guillou     | France     | Bretagne-Schuller       |    | 2 min 29 s       |
| 8  | Enrico Battaglin    | Italie     | Colnago-CSF Inox        |    | 2 min 58 s       |
| 9  | Michał Gołaś        | Pologne    | Omega Pharma-Quick Step |    | 3 min 02 s       |
| 10 | Will Routley        | Canada     | SpiderTech-C10          |    | 3 min 14 s       |

### 8eétape
|    | Coureur             | Pays        | Équipe                        |    | Temps           |
| -- | ------------------- | ----------- | ----------------------------- | -- | --------------- |
| 1  | Theo Bos            | Pays-Bas    | Rabobank                      | en | 2 h 32 min 35 s |
| 2  | Andrew Fenn         | Royaume-Uni | Omega Pharma-Quick Step       | +  | m.t             |
| 3  | Stefan van Dijk     | Pays-Bas    | Accent Jobs-Willems Veranda's |    | m.t             |
| 4  | Andrea Guardini     | Italie      | Farnese Vini-Selle Italia     |    | m.t             |
| 5  | Matteo Pelucchi     | Italie      | Europcar                      |    | m.t             |
| 6  | Alessandro Petacchi | Italie      | Lampre-ISD                    |    | m.t             |
| 7  | Robert Förster      | Allemagne   | UnitedHealthcare              |    | m.t             |
| 8  | Juan José Haedo     | Argentine   | Saxo Bank                     |    | m.t             |
| 9  | Daniele Colli       | Italie      | Type 1-Sanofi                 |    | m.t             |
| 10 | Jonas Van Genechten | Belgique    | Lotto-Belisol                 |    | m.t             |

|    | Coureur             | Pays       | Équipe                  |    | Temps            |
| -- | ------------------- | ---------- | ----------------------- | -- | ---------------- |
| 1  | Ivaïlo Gabrovski    | Bulgarie   | Konya Torku Şeker Spor  | en | 28 h 48 min 10 s |
| 2  | Aleksandr Dyachenko | Kazakhstan | Astana                  | +  | 1 min 33 s       |
| 3  | Danail Petrov       | Bulgarie   | Caja Rural              |    | 1 min 38 s       |
| 4  | Adrián Palomares    | Espagne    | Andalucía               |    | 1 min 44 s       |
| 5  | Romain Bardet       | France     | AG2R La Mondiale        |    | 2 min 01 s       |
| 6  | Alexander Efimkin   | Russie     | Type 1-Sanofi           |    | 2 min 23 s       |
| 7  | Florian Guillou     | France     | Bretagne-Schuller       |    | 2 min 29 s       |
| 8  | Enrico Battaglin    | Italie     | Colnago-CSF Inox        |    | 2 min 58 s       |
| 9  | Michał Gołaś        | Pologne    | Omega Pharma-Quick Step |    | 3 min 02 s       |
| 10 | Will Routley        | Canada     | SpiderTech-C10          |    | 3 min 14 s       |

## Classements finals

### Classement général
|     | Cycliste            | Pays       | Équipe                  |    | Temps            |
| --- | ------------------- | ---------- | ----------------------- | -- | ---------------- |
| DSQ | Ivaïlo Gabrovski    | Bulgarie   | Konya Torku Şeker Spor  | en | 28 h 48 min 10 s |
| 1   | Aleksandr Dyachenko | Kazakhstan | Astana                  | en | 28 h 49 min 43 s |
| 2   | Danail Petrov       | Bulgarie   | Caja Rural              | +  | 5 s              |
| 3   | Adrián Palomares    | Espagne    | Andalucía               |    | 11 s             |
| 4   | Romain Bardet       | France     | AG2R La Mondiale        |    | 18 s             |
| 5   | Alexander Efimkin   | Russie     | Type 1-Sanofi           |    | 50 s             |
| 6   | Florian Guillou     | France     | Bretagne-Schuller       |    | 56 s             |
| 7   | Enrico Battaglin    | Italie     | Colnago-CSF Inox        |    | 1 min 25 s       |
| 8   | Michał Gołaś        | Pologne    | Omega Pharma-Quick Step |    | 1 min 29 s       |
| 9   | Will Routley        | Canada     | SpiderTech-C10          |    | 1 min 41 s       |
| 10  | André Cardoso       | Portugal   | Caja Rural              |    | 1 min 50 s       |

### Classements annexes
|   | Cycliste      | Pays      | Équipe        | Points |
| - | ------------- | --------- | ------------- | ------ |
| 1 | Matthew Goss  | Australie | GreenEDGE     | 56     |
| 2 | Mark Renshaw  | Australie | Rabobank      | 51     |
| 3 | Daniele Colli | Italie    | Type 1-Sanofi | 50     |

|     | Cycliste            | Pays       | Équipe                  | Points |
| --- | ------------------- | ---------- | ----------------------- | ------ |
| 1   | Marco Bandiera      | Italie     | Omega Pharma-Quick Step | 16     |
| DSQ | Ivaïlo Gabrovski    | Bulgarie   | Konya Torku Şeker Spor  | 13     |
| 2   | Aleksandr Dyachenko | Kazakhstan | Astana                  | 7      |

|   | Cycliste       | Pays   | Équipe            | Points |
| - | -------------- | ------ | ----------------- | ------ |
| 1 | Maxim Belkov   | Russie | Katusha           | 8      |
| 2 | Laurent Pichon | France | Bretagne-Schuller | 6      |
| 3 | Matteo Fedi    | Italie | Utensilnord Named | 6      |

|   | Équipe            | Pays       |    | Temps            |
| - | ----------------- | ---------- | -- | ---------------- |
| 1 | Astana            | Kazakhstan | en | 86 h 33 min 08 s |
| 2 | Caja Rural        | Espagne    | +  | 1 min 32 s       |
| 3 | Bretagne-Schuller | France     |    | 3 min 08 s       |

## Évolution des classements
| Étape              | Vainqueur          | Classement général | Classement par points | Classement de la montagne | Classement des Turkish Beauties | Classement par équipes |
| ------------------ | ------------------ | ------------------ | --------------------- | ------------------------- | ------------------------------- | ---------------------- |
| 1                  | Theo Bos           | Theo Bos           | Theo Bos              | Non décerné               | Fréderique Robert               | Utensilnord Named      |
| 2                  | André Greipel      | Matthew Goss       | Matthew Goss          | Non décerné               | László Bodrogi                  | Katusha                |
| 3                  | Ivaïlo Gabrovski   | Ivaïlo Gabrovski   | Matthew Goss          | Ivaïlo Gabrovski          | Matteo Fedi                     | Astana                 |
| 4                  | Mark Renshaw       | Ivaïlo Gabrovski   | Matthew Goss          | Ivaïlo Gabrovski          | Matteo Fedi                     | Astana                 |
| 5                  | Andrea Di Corrado  | Ivaïlo Gabrovski   | Matthew Goss          | Ivaïlo Gabrovski          | Matteo Fedi                     | Astana                 |
| 6                  | Sacha Modolo       | Ivaïlo Gabrovski   | Matthew Goss          | Marco Bandiera            | Maxim Belkov                    | Astana                 |
| 7                  | Iljo Keisse        | Ivaïlo Gabrovski   | Matthew Goss          | Marco Bandiera            | Maxim Belkov                    | Astana                 |
| 8                  | Theo Bos           | Ivaïlo Gabrovski   | Matthew Goss          | Marco Bandiera            | Maxim Belkov                    | Astana                 |
| Classements finals | Classements finals | Ivaïlo Gabrovski   | Matthew Goss          | Marco Bandiera            | Maxim Belkov                    | Astana                 |